# Marija Šarapova
Marija Jurjevna Šarapova [maríja júrjevna šarápova] (rusko Мари́я Ю́рьевна Шара́пова), ruska tenisačica, * 19. april 1987, Njagan, Tjumenska oblast, Rusija. 
Šarapova se je leta 1989 z družino preselila v mesto Soči. Tam je že pri štirih letih začela igrati tenis. Oktobra leta 1993 je Martina Navratilova, v Mariji prepoznala izjemen talent, ter tako njenemu očetu Juriju svetovala naj jo vpiše na teniško akademijo v ZDA. V marcu leta 1995 je tako Marija z očetom odpotovala na Florido, natančneje v Miami, njena mati pa je ostala v Rusiji. Decembra 1995 so jo sprejeli na teniško akademijo Nick Bollettieri Tennis Academy v Bradentonu. 
Leta 1996 se jima je v ZDA pridružila še njena mati Jelena. V novembru leta 2000 je 13-letna Marija vstopila v teniški svet z zmago na turnirju Eddie Herr Championships do 16 let. Njen prvi profesionalni turnir je sledil hitro in sicer leta 2001, ko se je uvrstila v finale turnirja Odprtega porvenstva Avstralije (Australian Open) za juniorje. Leta 2002 je sledil njen prvi turnir WTA v Indian Wellsu. Leta 2003 je osvojila svoj prvi profesionalni turnir v Tokiu. Leta 2004 se je Marija zapisala v teniško zgodovino z zlatimi črkami ko je 7. junija osvojila prestižni turnir Odprtega prvenstva Anglije v Wimbledonu, kot 17-letna deklica. Tako je postala tretja najmlajša zmagovalka tega turnirja. 9. septembra 2006 je osvojila še svoj drugi turnir za Grand Slam in sicer Odprto prvenstvo ZDA (US Open). 22. avgusta 2005 pa je kot 15. igralka v zgodovini in kot prva ruska igralka zasedla prvo mesto na lestvici WTA. Marija je leta 2008 z zmago na odprtem prvenstvu Avstralije osvojila svoj tretji turnir za Grand Slam. Po težavah s poškodbo rame v prvi polovici leta 2008 je avgusta morala vzeti daljši premor za sanacijo poškodbe. Po operaciji se je maja 2009 vrnila na teniška igrišča. V svoji karieri je osvojila 19 turnirjev na WTA Tour v kategoriji posameznic in 3 turnirje v kategoriji dvojic.
Junija 2016 je prejela dvoletno prepoved tekmovanja zaradi dopinga, na testiranju med turnirjem za Odprto prvenstvo Avstralije je bila pozitivna na meldonij.